# الجيش الوطني الصومالي
الجيش الوطني الصومالي (بالصومالية: Ciidanka Xooga Dalka Soomaaliyeed) القوات البرية التابعة للقوات المسلحة الصومالية، وتعتبر أكبر فروع الخدمة الثلاثة التي تشكل غالبية القوات المسلحة.
منذ استقلال البلاد في عام 1960، انخرط الجيش الصومالي في عمليات عسكرية مختلفة في الحرب الباردة لتوسيع وزيادة مجال نفوذ الصومال في جميع أنحاء القرن الأفريقي ولمواجهة طموحات كل من إثيوبيا وكينيا، ولهذا حشدت جمهورية الصومال قوات برية كبيرة.

## خلفية تاريخية

### الأصول
تعود جذور الجيش الوطني الصومالي إلى القوات التي استخدمتها سلطنة عفت لغزو شيوا والصراع مع بيت سليمان.
أنشأ الصومال الإيطالي خلال الوصاية قوة شرطة وطنية للدفاع عن حدود جمهورية الصومال الناشئة، وصدر قانون بهذا الخصوص في 6 أبريل 1960، وهكذا تشكلت قوات الشرطة الصومالية الجوالة (الدروايش) (بالصومالية: Daraawiishta Booliska)، وحُدِّد يوم 12 أبريل 1960 منذ ذلك الحين باعتباره يوم القوات المسلحة، وبعد استقلال الصومال البريطاني في 26 يونيو 1960 أعقب ذلك قيام دولة أرض الصومال، وبعدها بخمسة أيام نال إقليم الصومال الإيطالي الاستقلال، وفي 1 يوليو 1960 اتحدت المنطقتان لتشكيل الجمهورية الصومالية.
بعد الاستقلال، أُنشئ الجيش الوطني الصومالي من خلال دمج وحدات الشرطة في منطقة الوصاية الإيطالية مع كشافة أرض الصومال الشمالية، ووصل مجموع القوتين بعد دمجهما إلى حوالي 1800 إلى 2000 رجل.

### الستينيات
بعد تشكيل الجيش الوطني جُهِّز بمعدات بريطانية وإيطالية تعود إلى حقبة الحرب العالمية الثانية من الصومالين الإيطالي والبريطاني، وفي عام 1962، لوحظ أن الجيش الوطني الصومالي يمتلك ما مجموعه خمس دبابات، جميعها من دبابات كوميت، وشملت المركبات الأخرى ستة سيارات مدرعة من طراز دايملر فيريت وثمانية عشر كارير عالمية.

#### حرب 1964
في فبراير 1964، بعد أربع سنوات من تشكيله، خاض الجيش الوطني الصومالي أولى معاركه مع الإمبراطورية الإثيوبية، حيث جرت اشتباكات بين الطرفين، وسلط الصراع الذي لم يستمر طويلا الضوء على التفاوت في القوة العسكرية بين الجيش الإمبراطوري الإثيوبي الأكبر والأفضل تجهيزًا والجيش الوطني الصومالي الناشئ، وأدى تمرد في منطقة أوغادين، التي يسكنها الصوماليون إلى نشوء الحرب بين الطرفين، والذي بدأ في منتصف عام 1963، وأدى قمع المتمردين والأعمال الانتقامية التي نفذتها حكومة الإمبراطور هيلا سيلاسي إلى تدهور سريع في العلاقات الإثيوبية الصومالية، وبدأت مناوشات متفرقة صغيرة النطاق بين شرطة الحدود والقوات الجوية الإثيوبية التي نفذت غارات جوية، على طول الحدود في أواخر عام 1963، وتصاعدت إلى حرب واسعة النطاق في أوائل عام 1964، في منتصف يناير 1964، تصاعد العنف على الحدود وفي 8 فبراير أعلنت الدولتان حالة الطوارئ، ونُشرت وحدات الجيش النظامي من كلا الجيشين على طول الحدود، ما أدى إلى العديد من الاشتباكات العسكرية واسعة النطاق في منطقة هود، منها معركة توغ وجالي، في الأيام التالية، توسعت الاشتباكات عبر الحدود الإثيوبية الصومالية التي يبلغ طولها 900 كيلومتر، ووقعت معظم المعارك على الجانب الصومالي، وتصاعد العنف حول مختلف المواقع والقرى الحدودية، مثل دولو، وكثفت القوات الجوية الإثيوبية ضرباتها الجوية المتفوقة كثيرًا على المراكز الحضرية الرئيسية في الصومال مثل هرجيسا وجالكعيو، وحاولت منظمة الوحدة الأفريقية التوسط في العديد من اتفاقيات وقف إطلاق النار، إلا أن تلك الجهود مُنيت بالفشل مرار، وعلى الرغم من الأعمال العدائية المستمرة، شارك كلا البلدين في مفاوضات دبلوماسية في العاصمة السودانية الخرطوم، بناءً على طلب العديد من رؤساء الدول الأفريقية وانتهت الحرب في أوائل أبريل 1964.

### السبعينيات
بعد انتهاء حرب أوغادين ومحاولة الانقلاب عام 1978، بدأت حالة الجيش الوطني الصومالي في التدهور.

## المعدات

### المعدات العسكرية، 1981
فيما يلي الأسلحة الرئيسية التي امتلكها الجيش الوطني الصومالي عام 1981:
| النوع                            | الوصف                                                 | بلد الصنع              | العدد     |
| الدبابات                         | الدبابات                                              | الدبابات               | الدبابات  |
| -------------------------------- | ----------------------------------------------------- | ---------------------- | --------- |
| سنتوريون                         | دبابة القتال الرئيسية؛ بندقية 105 ملم                 | المملكة المتحدة        | 40        |
| تي-34                            | دبابة متوسطة بندقية 85ملم                             | الاتحاد السوفيتي       | 60        |
| تي-55                            | دبابة قتال رئيسية؛ بندقية إطلاق سريع 100ملم 1974-1976 | الاتحاد السوفيتي       | 40        |
| ناقلات جند مدرعة                 |                                                       |                        |           |
| بي تي آر-40                      | ناقلة جنود مدرعة بعجلات تتسع لـ 9 ركاب                | الاتحاد السوفيتي       | 50        |
| بي تي آر-50                      | ناقلة جنود مدرعة مجنزرة تتسع لـ 12 راكبًا              | الاتحاد السوفيتي       | 50        |
| بي تي آر-60                      | ناقلة جنود مدرعة بعجلات تتسع لـ 10-12 راكبًا           | الاتحاد السوفيتي       | 50        |
| بي تي آر-152                     | ناقلة جنود مدرعة ذات عجلات تتسع لـ 12 راكبًا           | الاتحاد السوفيتي       | 150       |
| فيات 6614                        | ناقلة جنود مدرعة بعجلات تتسع لـ 10 ركاب               | إيطاليا                | 900       |
| فيات 6616                        | سيارة مصفحة مع بندقية 20 ملم                          | إيطاليا                | 900       |
| سلاح المدفعية                    |                                                       |                        |           |
| أم-46                            | مدفع ميداني                                           | الاتحاد السوفيتي       | 250       |
| دي-74                            | مدفع ميداني                                           | الاتحاد السوفيتي       | 250       |
| هاوتزر عيار 122مم                | هاوتزر                                                | الاتحاد السوفيتي       | 250       |
| 100 ملم                          | مدفع مضاد للدبابات، مدفع ميداني                       | الاتحاد السوفيتي       | 150       |
| 85 ملم                           | مدفع مضاد للدبابات                                    | الاتحاد السوفيتي       | 150       |
| 76 ملم                           | مدفع كتيلة                                            | الاتحاد السوفيتي       | 150       |
| 120 ملم                          | هاون ثقيل                                             | الاتحاد السوفيتي       | غير متوفر |
| 82 ملم                           | هاون متوسط                                            | الاتحاد السوفيتي       | غير متوفر |
| 106 ملم                          | بندقية عديمة الارتداد B-11                            | الصين                  | غير متوفر |
| مدافع مضادة للطائرات             |                                                       |                        |           |
| مدفع دفاع جوي عيار 100 ملم KS-19 | سُحبت                                                  | الاتحاد السوفيتي       | 250       |
| 57 ملم AZP S-60                  | سُحبت                                                  | الاتحاد السوفيتي       | 250       |
| 37 ملم إم 1939                   | سُحبت                                                  | الاتحاد السوفيتي       | 250       |
| 23 ملم                           | ZU-23-2 - سُحبت                                        | الاتحاد السوفيتي       | 250       |
| الصواريخ                         |                                                       |                        |           |
| ميلان                            | صاروخ أرض-أرض ، محمول على الكتف ، مضاد للدبابات       | فرنسا، ألمانيا الغربية | 100       |
| سام 3                            |                                                       |                        |           |

### المعدات العسكرية، 1989
استحوذ الجيش على المعدات التالية، والتي كان معظمها غير صالح للخدمة اعتبارًا من يونيو 1989:
293 دبابة قتالية (30 سنتوريون من الكويت، 123 إم 47 باتون، 30 تي - 34، 110 تي - 55 من مصادر مختلفة)، وشملت المركبات القتالية المدرعة التي حصل عليها الجيش 10 دبابات خفيفة من طراز إم 41 ووكر بلودوج، و30 سيارة من طراز بي أر دي إم-2، و15 سيارة مدرعة من طراز بنهارد إيه إم إل -90 (كانت مملوكة سابقًا للمملكة العربية السعودية). وقدر المعهد الدولي للدراسات الاستراتيجية في عام 1989 أن الجيش يملك 474 ناقلة جنود مدرعة، بينها 64 بي تي آر-40، وبي تي آر-50، وبي تي آر-60؛ وأشارت تقارير إلى أن بحوزة الجيش 100 ناقلة جنود مدرعة ذات عجلات من طراز بي تي أر-152، و310 من طراز فيات سي إم 6614و6616، بالإضافة إلى عربات بي إم آر -600 . وأشار المعهد الدولي للدراسات الاستراتيجية إلى أن من ضمن المعدات 210 قطعة مدفعية (8 M-1944 100) مم، 100 م-56 105 مم، 84 م-1938 122 ملم، و18 ام198 هاوتزر عيار 155 مم، وشملت المعدات الأخرى التي أشار إليها المعهد الدولي للدراسات الاستراتيجية 82 ملم و120 ملم، و100 صاروخ موجه مضاد للدبابات من طراز ميلان وبي جي إم-71 تاو، وقاذفات صواريخ، وبنادق عديمة الارتداد، ومجموعة متنوعة من مدافع الدفاع الجوي السوفيتية يبلغ عددها 20 مم، 23 مم، 37 مم، 40 مم، 57 ملم و100 ملم.

## الرتب والشارات
الضباط
| القوة العسكرية          | الضباط الأمراء    | الضباط الأمراء    | الضباط الأمراء    | الضباط الأمراء     | الضباط الأمراء     | الضباط الأمراء      | الضباط الأمراء      | الضباط الأمراء       | الضباط الأمراء       | الضباط الأمراء | الضباط القادة  | الضباط القادة | الضباط القادة | الضباط القادة          | الضباط القادة          | الضباط القادة          | الضباط الأعوان | الضباط الأعوان | الضباط الأعوان | الضباط الأعوان | الضباط الأعوان | الضباط الأعوان | الضباط الأعوان | الضباط الأعوان | الطلاب | الطلاب | الطلاب | الطلاب | الطلاب | الطلاب | الطلاب | الطلاب | الطلاب | الطلاب | الطلاب | الطلاب |
| ----------------------- | ----------------- | ----------------- | ----------------- | ------------------ | ------------------ | ------------------- | ------------------- | -------------------- | -------------------- | -------------- | -------------- | ------------- | ------------- | ---------------------- | ---------------------- | ---------------------- | -------------- | -------------- | -------------- | -------------- | -------------- | -------------- | -------------- | -------------- | ------ | ------ | ------ | ------ | ------ | ------ | ------ | ------ | ------ | ------ | ------ | ------ |
| الجيش الوطني الصومالي · |                   |                   |                   |                    |                    |                     |                     |                      |                      |                |                |               |               |                        |                        |                        |                |                |                |                |                |                |                |                |        |        |        |        |        |        |        |        |        |        |        |        |
| فريق Sareeye Guud       | فريق Sareeye Guud | لواء Sareeye Gaas | لواء Sareeye Gaas | عميد Sareeye Guuto | عميد Sareeye Guuto | عقيد Gashaanle Sare | عقيد Gashaanle Sare | مقدم Gashaanle Dhexe | مقدم Gashaanle Dhexe | رائد Gashaanle | رائد Gashaanle | نقيب Dhamme   | نقيب Dhamme   | ملازم أول Laba Xídígle | ملازم أول Laba Xídígle | ملازم أول Laba Xídígle | ملازم Xídígle  | ملازم Xídígle  | ملازم Xídígle  |                |                |                |                |                |        |        |        |        |        |        |        |        |        |        |        |        |

### المجندون
| القوة العسكرية          | كبار ضباط الصف             | كبار ضباط الصف             | كبار ضباط الصف             | كبار ضباط الصف                | كبار ضباط الصف                | كبار ضباط الصف                | كبار ضباط الصف                | كبار ضباط الصف                | كبار ضباط الصف           | كبار ضباط الصف           | كبار ضباط الصف    | كبار ضباط الصف    | كبار ضباط الصف    | كبار ضباط الصف    | كبار ضباط الصف    | كبار ضباط الصف    | كبار ضباط الصف    | كبار ضباط الصف    | كبار ضباط الصف    | كبار ضباط الصف    | كبار ضباط الصف    | كبار ضباط الصف    | صغار ضباط الصف   | صغار ضباط الصف   | صغار ضباط الصف   | صغار ضباط الصف   | صغار ضباط الصف  | صغار ضباط الصف  | الأفراد    | الأفراد    | الأفراد    | الأفراد    | الأفراد    | الأفراد    | الأفراد    | الأفراد    |
| ----------------------- | -------------------------- | -------------------------- | -------------------------- | ----------------------------- | ----------------------------- | ----------------------------- | ----------------------------- | ----------------------------- | ------------------------ | ------------------------ | ----------------- | ----------------- | ----------------- | ----------------- | ----------------- | ----------------- | ----------------- | ----------------- | ----------------- | ----------------- | ----------------- | ----------------- | ---------------- | ---------------- | ---------------- | ---------------- | --------------- | --------------- | ---------- | ---------- | ---------- | ---------- | ---------- | ---------- | ---------- | ---------- |
| الجيش الوطني الصومالي · |                            |                            |                            |                               |                               |                               |                               |                               |                          |                          |                   |                   |                   |                   |                   |                   |                   |                   |                   |                   |                   |                   |                  |                  |                  |                  |                 |                 | بدون شارة  | بدون شارة  | بدون شارة  | بدون شارة  | بدون شارة  | بدون شارة  | بدون شارة  | بدون شارة  |
| الجيش الوطني الصومالي · | مرشح ضابط Musharax Sarkaal | مرشح ضابط Musharax Sarkaal | مرشح ضابط Musharax Sarkaal | مساعد درجة أولى Sadex Xarígle | مساعد درجة أولى Sadex Xarígle | مساعد درجة أولى Sadex Xarígle | مساعد درجة ثانية Laba Xarígle | مساعد درجة ثانية Laba Xarígle | مساعد درجة ثالثة Xarígle | مساعد درجة ثالثة Xarígle | رقيب Sadex Alífle | رقيب Sadex Alífle | رقيب Sadex Alífle | رقيب Sadex Alífle | رقيب Sadex Alífle | رقيب Sadex Alífle | رقيب Sadex Alífle | رقيب Sadex Alífle | رقيب Sadex Alífle | رقيب Sadex Alífle | رقيب Sadex Alífle | رقيب Sadex Alífle | عريف Laba Alífle | عريف Laba Alífle | عريف Laba Alífle | عريف Laba Alífle | جندي أول Alífle | جندي أول Alífle | جندي Dable | جندي Dable | جندي Dable | جندي Dable | جندي Dable | جندي Dable | جندي Dable | جندي Dable |